# Paul Leni
Paul Leni (n. 8 iulie 1885, Stuttgart, Imperiul German – d. 2 septembrie 1929, Hollywood, California, SUA), născut Paul Josef Levi, a fost un regizor german și o figură cheie a expresionismului german. Leni a regizat filme ca Hintertreppe (1921) și Muzeul de ceară (Das Wachsfigurenkabinett, 1924) în Germania și The Cat and the Canary (1927), The Chinese Parrot (1927), The Man Who Laughs (1928) și The Last Warning (1929) în Statele Unite.

## Viață și carieră
Leni s-a născut într-o familie de evrei din Stuttgart. A devenit pictor avangardist la vârsta de 15 ani, a studiat la Academia de Arte Plastice din Berlin și, ulterior, a lucrat ca designer la teatru, lucrând pentru o serie de teatre din Berlin (dar nu cu Max Reinhardt). 
În 1913 a început să lucreze în industria cinematografică germană proiectând decoruri de film și/sau costume pentru filmele unor regizori ca Joe May, Ernst Lubitsch, Richard Oswald și E. A. Dupont. 
În timpul Primului Război Mondial, Leni a început să regizeze filme precum Der Feldarzt (Das Tagebuch des Dr. Hart, 1917), Patience (1920), Die Verschwörung zu Genua (1920/21) și Backstairs (1921). Das Wachsfigurenkabinett (1924) a fost planificat ca o antologie în patru părți, dar ultima parte nu a fost filmată atunci când s-au terminat banii. De asemenea, a realizat o serie de filme de scurtmetraj de animație neobișnuite Rebus-Film Nr. 1–8, care au fost puzzle-uri cu cuvinte încrucișate filmate.   
În 1927, a acceptat invitația lui Carl Laemmle de a deveni regizor la Universal Studios și s-a mutat la Hollywood. Acolo Leni a avut un debut regizoral remarcabil cu The Cat and the Canary (1927), o adaptare a piesei de teatru a lui John Willard. Filmul a avut o mare influență asupra seriei de filme de groază cu tema „casă bântuită” de la Universal, ulterior a fost refăcut de mai multe ori, în special în 1939 cu Bob Hope. În anul următor, el a regizat filmul cu buget mare Omul care râde (The Man Who Laughs; bazat pe romanul lui Victor Hugo, Omul care râde); acesta este unul dintre cele mai stilizate din punct de vedere vizual dintre filmele mute din perioada târzie. 
Ultimul său film a fost Ultimul avertisment (The Last Warning), conceput ca un film însoțitor al peliculei The Cat and the Canary datorită popularității predecesorului său.

## Deces
Leni a murit la Los Angeles la 2 septembrie 1929, de septicemie cauzată de o infecție netratată a dinților la doar opt luni de la lansarea ultimului său film. Avea 44 de ani. 

## Filmografie

### Filme germane
Ca director artistic
- Ein Ausgestoßener (1913) (regizor: Joe May)
- The Man in the Cellar (1914) (regizor: Joe May)
- The Armoured Vault (1914) (regizor: Joe May)
- Der Katzensteg (1915) (regizor: Max Mack)
- Der Blusenkönig (1917) (regizor: Ernst Lubitsch)
- The Ring of Giuditta Foscari (1917)
- Veritas Vincit (1919) (regizor: Joe May)
- Intoxication (1919) (regizor: Ernst Lubitsch)
- The White Peacock (1920) (regizor: E. A. Dupont)
- The Vulture Wally (1921) (regizor: E. A. Dupont)
- Lady Hamilton (1921) (regizor: Richard Oswald)
- Children of Darkness (1921)
- Frauenopfer (1921/22) (regizor: Karl Grune)
- Tragedy of Love 1922) (4 părți, regizor: Joe May)
- The Countess of Paris (1923)
- The Farmer from Texas (1925) (regizor: Joe May)
- The Wife of Forty Years (1925) (regizor: Richard Oswald)
- Dancing Mad (1925) (regizor: Alexander Korda)
- Manon Lescaut (1926) (regizor: Arthur Robison)
- Einspänner Nr. 13 / Fiaker Nr. 13 (1926) (regizor: Michael Kertész)
- The Golden Butterfly (1926) (regizor: Michael Kertész)
- Maytime (1926) (regizor: Willi Wolff)

Ca regizor (și director artistic)
- 1917 Dr. Hart's Diary/ Der Feldarzt / Das Tagebuch des Dr. Hart
- 1917 Prima vera
- 1917 Dornröschen
- 1918 The Mystery of Bangalore
- 1919 The Platonic Marriage
- 1919 Prince Cuckoo
- 1920 Patience
- 1920/21 The Conspiracy in Genoa
- 1921 Hintertreppe (regizat cu Leopold Jessner)
- 1924 Waxworks (Das Wachsfigurenkabinett)
- 1925/26 Rebus-Film Nr. 1–8 (serie de scurtmetraje animate)

### FilmeUniversal Studios
- The Cat and the Canary (1927)
- The Chinese Parrot (1927)
- The Man Who Laughs (1928)
- The Last Warning (1929)